# Rebergues
Rebergues är en kommun i departementet Pas-de-Calais i regionen Hauts-de-France i norra Frankrike. Kommunen ligger i kantonen Ardres som tillhör arrondissementet Saint-Omer. År 2022 hade Rebergues 397 invånare.

## Befolkningsutveckling
Antalet invånare i kommunen Rebergues
| Referens: INSEE |